# Преследования христиан

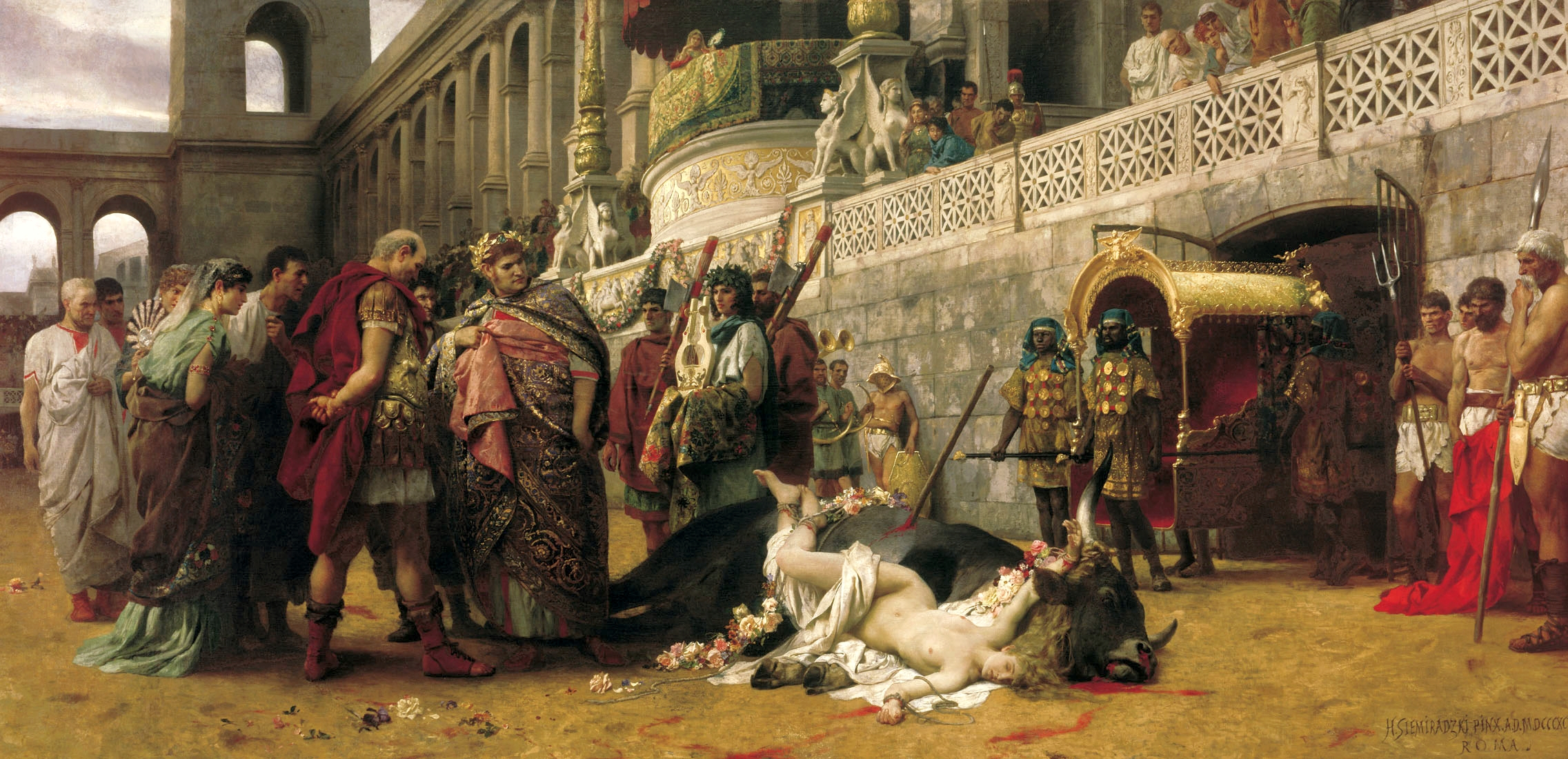
«Христианская Дирцея в цирке Нерона». Генрих Семирадский, 1897, Национальный музей в Варшаве

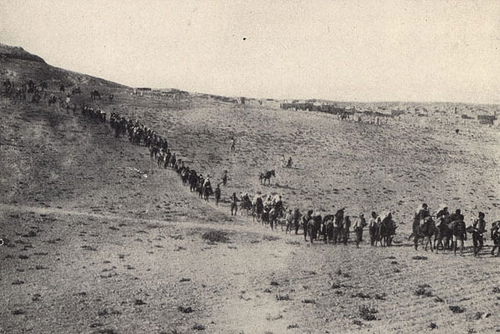
Армяне, депортированные Османской империей в рамках геноцида армян. Подобным преследованиям также подверглись населявшие Османскую империю греки и ассирийцы

Преследования христиан исторически прослеживаются с I века нашей эры и до наших дней. Ранние христиане подвергались преследованиям за свою веру как со стороны иудеев, из религии которых возникло христианство, так и римлян, на землях которых проживали первые христиане. В начале IV века христианство было узаконено Миланским эдиктом и в конечном итоге образовало государственную церковь Римской империи.
Христианские миссионеры, а также обращённые ими в христианство были объектом преследований с момента появления христианства, иногда вплоть до мученической смерти. Церковные расколы Средневековья и особенно протестантской Реформации иногда провоцировали серьёзные конфликты между христианскими деноминациями вплоть до преследования друг друга за веру.
В XX веке христиан преследовали различные группы, в том числе исламская Османская империя в форме геноцида армян, ассирийцев и греков, а также атеистические государства, такие как Советский Союз, Китай и Северная Корея. Во время Второй мировой войны члены некоторых христианских церквей подвергались преследованиям в нацистской Германии за сопротивление нацистской идеологии.
В последнее время, христианская миссионерская организация Open Doors (Великобритания) считает, что 100 миллионов христиан в более чем 50 странах мира подвергаются преследованиям, особенно в мусульманских странах, таких как Пакистан и Саудовская Аравия.

## Древний мир

### Новый Завет

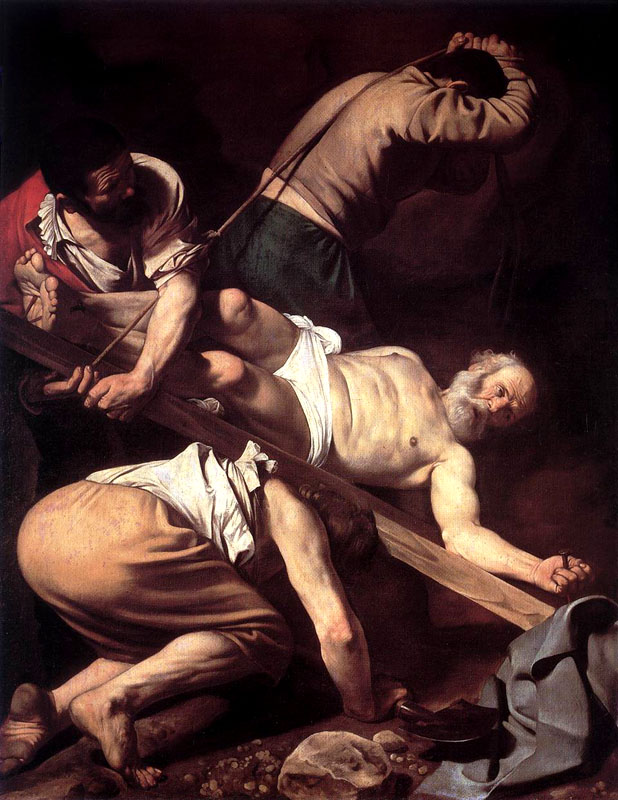
«Распятие Святого Петра». Караваджо, 1600

Раннее христианство начиналось как течение в рамках иудаизма Второго Храма, и, согласно новозаветному рассказу, фарисеи, включая Савла Тарсянина до его обращения в христианство, преследовали первых христиан. Ранние христиане проповедовали второе пришествие Мессии, которое не соответствовало господствовавшим среди евреев взглядам на пришествие Мессии. Однако, считая, что их убеждения не противоречат еврейскому писанию, христиане надеялись, что соотечественники примут их веру. Но, несмотря на отдельные случаи, подавляющее большинство евреев не стали христианами.
Клаудия Сетцер утверждает, что «евреи не видели, как христиане явно отделились от своей собственной общины, по крайней мере, до середины второго века». Таким образом, преследования христиан со стороны иудеев попадают в рамки синагогической дисциплины и именно так воспринимались евреями. С другой стороны, христиане считали себя преследуемыми, а не «дисциплинируемыми».

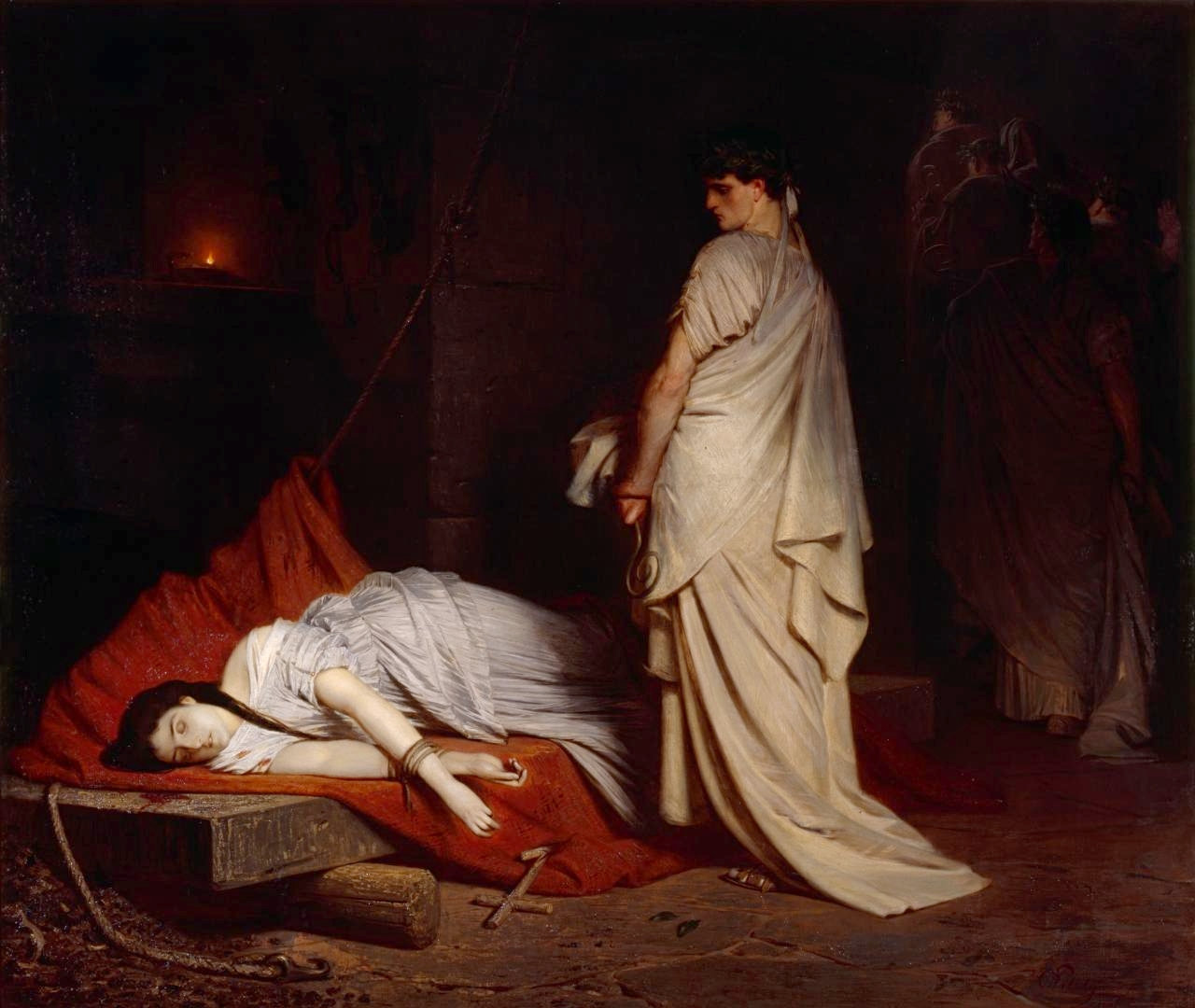
«Под ареной». Худ. Карл Теодор фон Пилоти, 1882 г.

Межобщинное разобщение началось почти сразу с проповедей Стефана в Иерусалиме, который считался отступником. Согласно Деяниям Апостолов, через год после Распятия Иисуса, Стефан был побит камнями по решению Синедриона за его предполагаемое отступничество от веры.
В 44 году, когда Ирод Агриппа I уже обладал титулом царя Иудеи, в некотором смысле воссоздавая Царство Ирода, и, как сообщается, стремясь проявить себя защитником еврейской веры, продолжил преследования христиан, в результате которых был убит один из двенадцати апостолов, Иаков Зеведеев, а другим апостолам пришлось бежать.
После смерти Агриппы в том же 44 году в Иудее была введена римская прокуратура. Римские наместники предпочитали поддерживать в провинции мир вплоть до смерти в 62 году прокуратора Феста. Первосвященник Анан II воспользовался безвластием, чтобы возобновить гонения на христиан и казнить Иакова, первого Иерусалимского епископа. В Новом Завете говорится, что апостол Павел несколько раз заключался в тюрьму римскими властями, один раз подвергся побиванию камнями фарисеями, и в конечном итоге был увезён в Рим, где и казнён. Пётр и другие ранние христиане также заключались в тюрьму, подвергались избиениям и издевательствам. Великое еврейское восстание, начавшееся в 66 году, завершилось разрушением Иерусалима и Второго Храма (что привело к росту раввинистического иудаизма), массовым избиением и изгнанием евреев. Согласно старой церковной традиции, которую в основном ставят под сомнение историки, ранняя христианская община бежала из Иерусалима заранее, в уже умиротворённый город Пеллу.
Люк Т. Джонсон, описывая нюансы сурового изображения евреев в Евангелиях, показывает, как соперничающие школы в ходе философских дебатов часто оскорбляют своих противников и клевещут на них. Эти нападения, шаблонные и стереотипные, были необходимы для определения того, кто был противником в ходе дебатов, но ни сами участники, ни наблюдатели не воспринимали оскорбления и обвинения буквально, как произошло столетиями позже, во многом породив христианский антисемитизм. Другой причиной стала уверенность христиан в том, что евреи, а не римляне, несут ответственность за убийство Иисуса. В частности, об этом писал в IV веке Иоанн Златоуст, обвиняя в распятии Христа фарисеев.

## Средние века
В XIV веке Тамерлан устроил массовые убийства христиан в Месопотамии, Иране, Малой Азии и Сирии. Большинством жертв были ассирийцы и армяне, принадлежавшие Ассирийской церкви Востока и Армянской апостольской церкви соответственно.

## Современная эпоха (с 1815 по 1989 год)
Во времена правления нацистов в Германии Гитлер полностью запретил деятельность свидетелей Иеговы. Тысячи представителей этой религии прошли через концлагеря и тюрьмы, где многие из них умерли. Около 200 молодых людей, отказавшихся воевать в гитлеровской армии, были казнены. Католическая церковь также подверглась гонениям. Биограф Гитлера Алан Буллок считал, что Гитлер не верил в Бога, и одно из его возражений против христианства состояло в том, что оно «восстаёт против закона естественного отбора путём борьбы и выживания сильнейшего». В своей книге «Гитлер: Исследование в тирании» Буллок писал, что Гитлер был рационалистом и материалистом, без какого-либо переживания духовной и чувственной стороны человеческого бытия, и человеком, который «не верит ни в Бога, ни в совесть („еврейское изобретение, порок как и обрезание“)». В книге «Гитлер и Сталин: Параллельные жизни» Буллок отмечал, что Гитлер, как и живший до него Наполеон Бонапарт, прибегал к языку «промысла Божия» для отстаивания своих собственных мифов. Он, в конечном счёте, наряду с И. В. Сталиным является представителем материалистического мировоззрения, «основанного на уверенности рационалистов девятнадцатого столетия в том, что наука и прогресс разрушат все мифы и уже доказали нелепость христианского учения». На первых порах, национал-социалисты терпимо относились к росту католических обществ в 1933 и 1934 годах и даже содействовали возрастанию числа верующих и открытию католических церковных школ. Но с 1935 года НСДАП все более активно стремилась ограничить влияние католических юношеских обществ, а затем стала распускать их и включать в состав «гитлерюгенда». В ходе принятого ими курса на ослабление религиозных убеждений, национал-социалисты усиливали свою кампанию против религиозных школ и против католической печати, до тех пор, пока в 1941 году не перестали выходить ещё остававшиеся епископальные бюллетени. В меморандуме Бормана, направленном в декабре 1941 года всем гаулейтерам и разосланном СС, резюмируется сущность отношения нацистов к христианству: «Национал-социалистские и христианские идеи несовместимы… Если, поэтому, в будущем наша молодёжь ничего не будет знать о христианстве, чьи доктрины во многом уступают нашим, христианство исчезнет само собой. Все влияния, которые могут ослабить или нанести ущерб народному руководству, которое осуществляется фюрером при помощи НСДАП, должны быть устранены: народ должен быть все более и более отделен от церкви и её рупора — пасторов». Немецкий католический епископ Клеменс фон Гален открыто осуждал политику нацистского режима. Большое число католических священников и монахов было замучено в нацистских лагерях смерти. В Польше в концлагерях погибло более 2,5 тысяч священников и монахов. Была экспроприрована собственность более 300 католических учреждений и монастырей.
Значительно сильнее были преследования христиан в СССР. Известно высказывание В. И. Ленина о борьбе с религией: «Мы дoлжны бoроться с религией. Это — азбука всего материализма и, следовательно, марксизма. Но марксизм не есть материализм, остановившийся на азбуке. Марксизм идет дальше. Он говорит: надо уметь бороться с религией, а для этого надо материалистически объяснить источник веры и религии у масс». Помимо пропаганды атеизма, государственными органами в 1920-х — 1930-х годах осуществлялись массовые аресты и преследование духовенства и религиозных проповедников. Вплоть до 1939 года политика ликвидации организованной религиозной жизни проводилась в административном порядке органами государственной власти, в частности НКВД. Советская власть с первых дней своего существования поставила задачу — полное, с самой беспощадной жестокостью, уничтожение Православной церкви. Эта установка лидеров большевиков ярко выражена в известном ленинском письме «Членам Политбюро. Строго секретно» от 19 марта 1922 года: «изъятие ценностей, в особенности самых богатых лавр, монастырей и церквей, должно быть произведено с беспощадной решительностью, безусловно ни перед чем не останавливаясь и в самый кратчайший срок. Чем большее число представителей реакционной буржуазии и реакционного духовенства удастся нам по этому поводу расстрелять, тем лучше». Пик гонений пришелся на 1937—1938 годы. Расстрелян каждый второй (около 200 000 репрессий и 100 000 казней в 1937—1938 годах). Гонения продолжались и после. Так, в период 1960—1986 годов число храмов Русской православной церкви уменьшилось с 13 008 до 6794.

## Текущая ситуация (с 1989 года)
Основной причиной преследований христиан в настоящее время являются радикальные формы ислама (в мусульманских и немусульманских странах). Помимо этого имеют место преследования со стороны коммунистических режимов (КНДР, КНР, Вьетнам), а также индуистских и буддистских радикалов в странах с преобладанием соответствующих вероисповеданий.
В последние годы внимание мирового сообщества привлекало преследование христиан в Сирии и на севере Ирака. В Сирии во время гражданской войны уже на конец 2013 года около 1200 христиан погибли, было разрушено более 60 церквей, 450 тыс. христиан различных деноминаций покинули Сирию. С 2003 по 2010 год (во время Иракской войны) в Ираке было убито, по разным данным, от 700 до 2000 христиан (включая 17 священников), множество христиан было похищено, нападениям подвергся 71 храм в Багдаде и Мосуле. К 2006 году Ирак покинула половина христианского населения (смотри также статью Преследование ассирийцев «Исламским государством»).
В Египте происходят преследования коптов и других христиан. В течение 2012—2013 годов происходили убийства, пытки, похищения коптов, погромы коптских церквей и кварталов. Летом 2013 года после военного переворота в Египте исламистами было разрушено около 40 христианских храмов, 207 были повреждены, совершались убийства и похищения христиан. Но к концу 2013 года ситуация стала нормализовываться; на Рождество Христово христианские храмы охранялись военными с приказом в случае опасности стрелять на поражение, благодаря чему удалось избежать терактов и нападений в этот день, которые были ранее регулярными для крупных христианских праздников. По данным Управления Верховного комиссара ООН по делам беженцев, за 2013 год общее число беженцев из Египта достигло 13 тыс., при этом около 90 % из них составляли копты.
В Саудовской Аравии в феврале 2013 года в городе Даммам было арестовано 53 эфиопских христианина. В мае 2013 года ливанец и саудовец были приговорены к тюремным срокам и порке плетьми за помощь обращенной из ислама христианке.
В Пакистане нападения на местных христиан и погромы происходят регулярно, также распространено похищение христианских девушек с целью их насильственного обращения в ислам и выдачи замуж за мусульманина. 22 сентября 2013 года в Пешаваре произошёл взрыв у протестантского храма Всех Святых, погибло 82 человека. На следующий день в Карачи толпа исламских радикалов разгромила христианский квартал в ответ демонстрации христиан против насилия.
В Нигерии, когда в 2009 году активизировалась деятельность группировки Боко харам, христиане и их церкви стали подвергаться постоянным нападениям. По официальным данным, за 2013 год в Нигерии было убито 1200 христиан. По данным организации Open Doors, в 2013 году жертвами стали 1,7 тыс. христиан, в 2014 году — 2,5 тыс. По оценкам экспертов американского Института Гейтстоуна, с 2011 года боевики Боко харам уничтожили более тысячи христианских церквей в стране.

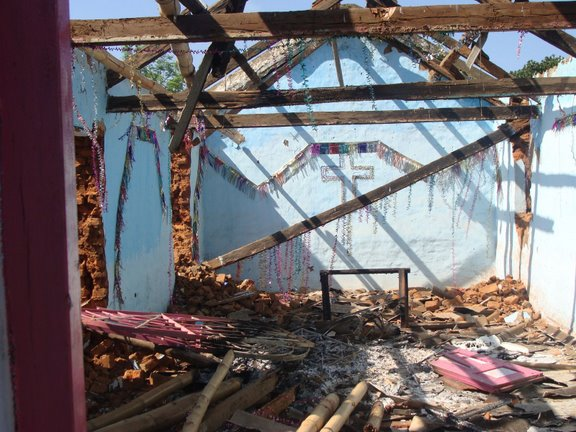
Церковь, сожжённая во время межрелигиозных беспорядков в индийском штате Орисса в августе 2008 года

В Индии местная христианская община сталкивается с насилием со стороны радикальных индуистов. Наиболее часто нападения мотивированы якобы имевшим место прозелитизмом среди индуистов. По данным организации Catholic Secular Forum, насилие против христиан в Индии усилилось в 2013 году, когда, по меньшей мере, 7 христиан были убиты по причине межрелигиозной ненависти, около 4 тыс. подверглись преследованиям.
По состоянию на 2018 год преследования христиан зафиксированы также в Ливии, Кении, Мали, Сомали, Судане, ЦАР, Эритрее и Эфиопии.